# Lentille de Rotman
Pour les articles homonymes, voir Rotman.
La Lentille de Rotman, appelée aussi lentille de Rotman-Turner, est un dispositif passif hyperfréquence qui permet la formation de faisceaux des réseaux d'antennes. Ce composant radio-électrique a été inventé en 1962 par Walter Rotman, dans les laboratoires de recherche américain Air Force Cambridge Research Laboratories, à Bedford, dans l'état américain du Massachusetts. Ce dispositif est très souvent utilisé dans les systèmes radar utilisant le balayage électronique. 

### Sources et bibliographie
- Walter Rotman, Multiple Beam Radar Antenna System, US Patent 3.170.158